# Kinderkrankenhaus Park Schönfeld
Das Kinderkrankenhaus Park Schönfeld war ein Tochterunternehmen des Klinikums Kassel in Kassel (Hessen, Deutschland). Die Gesundheit Nordhessen Holding (GNH AG) hatte das Kinderkrankenhaus Park Schönfeld von dem Deutsch-Evangelischen Frauenbund übernommen und dem Klinikum Kassel zugeordnet. Als das Kinderkrankenhaus geschlossen wurde, waren 363 Personen (37 Ärzte und 207 Pflegekräfte) dort beschäftigt.

## Geschichte
1909 wurde das Kinderkrankenhaus Park Schönfeld auf Initiative von Felix Blumenfeld und Elisabeth Consbruch, Mitbegründerin des Deutsch-Evangelischen Frauenbunds (DEFB) und Leiterin von dessen Kasseler Ortsgruppe, als Kinderheim eröffnet. Jedoch wandelte es sich schon im Laufe der nächsten Jahre zu einem Kinderkrankenhaus, dessen erster Chefarzt Blumenfeld wurde. Dieser Wandel war 1917 abgeschlossen. In diesem Jahre kam die staatliche Anerkennung als Säuglingspflegeschule (später wandelte sich dieser Begriff in Kinderpflegeschule).
1928 wurde die chirurgische Kinderstation eröffnet, die 1975 zu „hauptamtlichen“ Abteilungen Kinderchirurgie und Kinderanästhesie ausgebaut wurden. Die Jahre 1976–1978 waren geprägt durch Erweiterungsbauten und Umbauarbeiten in den Bereichen: Kinderchirurgie und Kinderradiologischen Abteilung. 1988 wurde der Kinderchirurgische Bereich nochmals stark erweitert.
Das Jahr 1934 war durch den Bau des Bettenhauses geprägt.
Der Zweite Weltkrieg brachte Einschränkung mit sich, so dass das Kinderkrankenhaus von 1942 bis 1946 nach Helmarshausen (Bad Karlshafen) umgesiedelt wurde. Der Wiederaufbau dauerte bis 1948.
1962 wurde das Schwesternhaus gebaut und Räumlichkeiten wurden für die Kinderkrankenpflegeschule geschaffen. Die Jahre 1963–1973 waren geprägt durch den Ausbau und die Renovierung des Mutter- und Bettenhauses. 1974 schließlich wurde der Spiel- und Parkplatz angelegt. Um schneller akutmedizinische Betreuung für das Gebiet Nordhessen zu leisten, wurde 1992 ein Hubschrauberlandeplatz angelegt. Schließlich wurde 1996 ein neues Kapitel der medizinischen Versorgung begonnen: Der Umbau bzw. Neubau der Intensiv- und Frühgeborenenstation. Diese wurde sukzessive um die Station für Frührehabilitation von schwer schädel-hirn-geschädigter Kinder erweitert. 2001 kam die Psychosomatische Station als letzter Baustein hinzu.
2003 erfolgte die Übernahme durch die GNH AG. 2007 erfolgte die Grundsteinlegung mit dem Klinikum Kassel für ein neues Zentrum für Frauen- und Kindermedizin im Klinikum Kassel.
Im Jahr 2011 wurde das Kinderkrankenhaus Park Schönfeld als einzige Einrichtung in Nordhessen als Mukoviszidose-Zentrum anerkannt. Am 1. Dezember 2011 zog das Kinderkrankenhaus Park Schönfeld in das neugebaute Zentrum für Frauen- und Kindermedizin am Klinikum Kassel um.
Seit dem beschlossenen Umzug des Kinderkrankenhaus Park Schönfeld in das Zentrum für Frauen- und Kindermedizin im Jahr 2010 wird eine entsprechende Nachfolgenutzung des Baus gesucht. Der Ortsbeirat des Kasseler Stadtteils Südstadt, in dem das ehemalige Kinderkrankenhaus seinen Standort hat, schlug vor, das Gebäude in ein Kinderhospiz umzuwandeln. Im Jahr 2012 wurde vorgeschlagen, den leerstehenden Bau in eine Unterkunft für Asylsuchende umzuwandeln und ab Ende 2014 wurde es auch als solches genutzt. Aktuell wird das einstige Krankenhaus u. a. als Unterkunft für Studenten der CVJM-Hochschule genutzt, die das Gebäude anmietet, aber auch andere Menschen wohnen dort.

## Abteilungen
Das Kinderkrankenhaus hatte folgende Abteilungen:
- Kinder- und Jugendmedizin
- Kinderchirurgie
- Kinderanästhesie
- Kinderradiologie
- Sauglingschirurgie
- Kinderschönheitsoperationen (nach schweren Brandverletzungen)

Für die Bereiche HNO und Mund-Kiefer-Chirurgie gibt es Kooperationen mit niedergelassenen HNO-Ärzten, Zahnärzten und Mund-Kiefer-Chirurgen, die im Kinderkrankenhaus operieren.